# ボルステッド法
ボルステッド法（ボルステッドほう、英語: Volstead Act）正式にはNational Prohibition Act（国家禁酒法）は、アメリカ合衆国内で禁酒法に関して規定した連邦法。アメリカ合衆国下院司法委員長アンドリュー・ボルステッドにちなんで名付けられた。法案を考えて、牽引したのは反酒場連盟（Anti-Saloon League。禁酒連盟などと訳されることもある。）のウェイン・ウィーラー(Wayne Wheeler)であった。

## 手続き
当時、アメリカ合衆国憲法修正第18条が飲用の目的で酒精飲料を醸造、販売若しくは運搬し、又はその輸入若しくは輸出を行うことを禁止しており、法案はこの憲法規程を実現するためのものであった。法案はウッドロウ・ウィルソン大統領によって拒否されたが、1919年10月28日にアメリカ合衆国議会によって拒否が覆された。
この法は「この法によって許可される場合を除いて誰も少しでも酔わせる酒を製造しない、売らない、物々交換しない、輸送しない、輸入しない、輸出しない、届けない、提供しない」ことを示した。それは特に酒に酔うことを禁止しなかった。つまり摂取することはお咎め無しだった。
また、この法は酔わせる酒を0.5%以上のアルコールを含有しているどんな飲料であってもと定義して、既に同様な法律があった州でも、全ての既存の禁酒法に取って代わった。
アメリカ合衆国憲法修正第18条との組み合わせと、その当局の下で可決される法律は単に「禁酒法」として知られるようになって、1920年代（一般に狂騒の20年代として知られる）の米国に大きな影響を及ぼした。

## 影響
禁酒法の影響は当初はほとんど予期されていなかった。製品、輸入とアルコール飲料の流通(合法的な企業のかつての仕事の範囲)は犯罪のギャングによって支配された。そして、彼らの大半は殺人を伴う暴力による対立を伴って互いに市場の支配権を得るために争った。
主要なギャング、例えばオマハのトム・デニスとシカゴのアル・カポネは大儲けして、地元で、そして全米で賞賛された。ギャングが低賃金でかつ人員不足の執行職員に贈賄して、高額な弁護費用を支払うことが出来るほど裕福になったので、法律の施行は難しかった。多くの市民は、密売者に同情的だった。
そして、立派だった市民が「目が見えないブタ」と呼ばれる、不法なもぐり酒場の誘惑に吸い込まれていった。より高い社会経済グループの間で、カクテルパーティが人気となり、1920年代の社会は一層、緩みだした。当局に協力する者は、しばしば脅迫され、時には殺害されたりもした。
いくつかの主要な都市、シカゴとデトロイトを含む酒輸入の主要な場所では、密輸入ギャングは、かなりの政治的影響力を持った。ミシガン州警察が、デトロイトのドイツ・ハウスを急襲した際には、市長、保安官と地方議員等が一網打尽に逮捕された。
ボルステッド法の第29節では、家庭で「酔わないリンゴ酒と果物ジュース」を200ガロン（75リットル）作ることが許可されている。当初は酒に酔うことは0.5%以上のアルコールを含むことであると定義された。
しかしアメリカ合衆国内国歳入庁はすぐさま、これを取り消したため、家庭でのワイン醸造は実質的に合法化された。いくつかのブドウ園は、家庭でワインを作るため、ブドウを大いに販売した。
ジンファンデル・ブドウは、ブドウ園の近くで生活している家庭での醸造に一般に普及していた。しかし東海岸の市場への長旅では、薄い皮は、こすれて腐敗しやすかった。アリカンテ・ブーシェの厚い皮は腐敗しにくいため、これと類似した品種が、家庭用ワイン醸造市場のために広く植えられた。
この法律に違反した場合、最高で2,000ドルの罰金、1か月から5年の禁錮刑に処される可能性があった。
また、この時、カナダからマフィアを通じて、酒を密輸入し大きな財産を築いたジョセフ・P・ケネディ（ジョン・F・ケネディの父）の話は有名であり、一種の語り草になっている。

## 廃止
アルコールが社会的な認知を受け、法の軽視や犯罪組織の跋扈といった禁酒法の悪影響が明らかになったため、禁酒法は擁護者を失った。1933年までに禁酒法への大衆の反対は圧倒的になった。
同年1月、最初のボルステッド法が0.5%以上のアルコールを制限対象にしていたのに対し、議会はカレン=ハリソン法（重量で3.2%、容積で4%まで合法化）で反対を先取りしようとした。しかし、カレン=ハリソン法では不十分だった。
議会は1933年2月に禁酒法を廃止する修正案（ブレーン法）を提出した。そして1933年12月5日にユタ州が修正案を批准する36番目の州になり、アメリカ合衆国憲法修正第21条は発効した。これは、修正18条を廃止し、ボルステッド法を憲法違反とし、1935年の連邦アルコール管理局の設立まで、アルコールの管理を州に戻すものだった。
1968年、銃器規制法の可決で連邦アルコール管理局はアルコール・タバコ・火器及び爆発物取締局となってイニシャルATFとして知られるようになった。1972年にリチャード・ニクソン大統領はATFを創設する大統領令に署名した。レックス・D・デイビスは移行を監督した。そして、局の最初の責任者となった。そして1970年以降部門を率いた。彼の在任期間中、デイビスは政治的なテロリストと犯罪組織を目標としている働きで組織を導いた。
しかし、課税と他のアルコール問題は、その時間、重要性が高度に認識されることはなかった。